# Marchy Lee
Marchy Lee Ying Kin (chiń. 李英健; ur. 2 września 1976 w Hongkongu) – hongkoński kierowca wyścigowy.

## Kariera
Lee rozpoczął karierę w wyścigach samochodowych w 1998 roku od startów we Francuskiej Formule Renault Campus, gdzie został sklasyfikowany na czwartej pozycji w klasyfikacji generalnej. W późniejszych latach Hongkończyk pojawiał się także w stawce Formuły 3 Korea Super Prix, Europejskiego Pucharu Formuły 3, Grand Prix Makau, Azjatyckiego Pucharu Porsche Carrera, Azjatyckiej Formuły BMW, Australijskiej Formuły 3, Azjatyckiej Formuły Renault, Azjatyckiej Formuły V6, Speedcar Series, Malaysia Merdeka Endurance Race, Macau GT Cup, World Touring Car Championship, GT Asia Series, Audi R8 LMS Cup China oraz City of Dreams Macau GT Cup.
W World Touring Car Championship Hongkończyk wystartował w pięciu wyścigach sezonu 2011 z chińską ekipą KK Motorsport. Podczas drugiego wyścigu we Włoszech uplasował się na czternastej pozycji, co było jego najlepszym wynikiem w sezonie.